# Jean-Augustin Renard
Jean-Augustin Renard (Parigi, 28 agosto 1744 – Parigi, 24 gennaio 1807) è stato un architetto e decoratore francese.
Nel 1773 vinse il Prix de Rome per l'architettura con il soggetto Un pavillon d'agrément pour un souverain; già nel 1770 e 1772 aveva ottenuto il secondo posto. Studiò a Roma sino al 1780 ed in quel periodo fu incaricato da Jean-Claude Richard de Saint-Non della realizzazione della maggior parte delle 417 tavole dell'enciclopedia illustrata Voyage pittoresque ou Description des Royaumes de Naples et de Sicile.
Tornato in Francia fu nominato Contrôleur des Bâtiments du Roi (1784) e successivamente Inspection générale des carrières (1785) e architetto del Dipartimento della Senna. Nel 1792 venne ammesso all'Académie royale d'architecture.
Su commissione di Luigi XVI realizzò le due grandi scuderie di Sèvres e di Saint-Germain-en-Laye.
Fu inoltre decoratore, essendosi occupato a Parigi delle decorazioni dell'Hôtel de Clermont, in rue de Varenne (su incarico di Pierre Gaspard Marie Grimod d'Orsay, conte d'Orsay), nonché dell'appartamento di Charles Maurice de Talleyrand-Périgord, in rue d'Anjou Saint-Honoré. Si occupò inoltre della ristrutturazione del Castello di Valençay.